# Juan Pablo Canals
Juan Pablo Canals y Martí (Barcelona, 1730 - Madrid, 1786)  fue un empresario textil, químico y erudito catalán.

## Biografía
Hijo de Esteve Canals i Guerau, originario de Sant Vicenç de Riells, el cual estableció en 1737 en Barcelona la primera fábrica de indianas de Cataluña.   Juan Pablo heredó la fábrica. En 1757 estaba establecido en Madrid, donde creo una compañía para el cultivo y explotación de la rubia, una planta muy usada para el tinte de indianas, y en 1760, a petición de los fabricantes catalanes, intermedió para conseguir ventajas fiscales y aranceles sobre la importación del algodón y de algunos tintes. Así, dedicó un estudio al cultivo de la rubia, o granza, en Castilla, y por tanto, evitar la importación de los Países Bajos. En 1768 ya suministraba a todas las fábricas de Cataluña. Gracias a este estudio fue nombrado Director General de Tintes del Reyno (1763) y Visitador General de Tintes del Reino. 
A petición de la Junta de Comercio de Barcelona, redactó el manual Colección de lo perteneciente al ramo de la rubia o granza en España para promover su cultivo (1766). Estudió el uso de moluscos para generar tintes como el de la púrpura de los fenicios en colaboración con Francisco de Dusa  y destacó también como dibujante.  En 1783 arrendó la fábrica familiar a Antoni Nadal i Darrer . 
En 1777, Carlos III le nombró barón de Vallroja, vecindario de Riells donde todavía existe la casa Can Canals. Fue miembro de la Real Academia de Ciencias y Artes de Barcelona y académico de la Real Academia de Bellas Artes de San Fernando. 